# Saïan Supa Crew
Pour les articles homonymes, voir Saïan (homonymie).
Saïan Supa Crew ([sajan], en anglais : [ˈsaɪən ˈsuːpə kɹuː]) est un collectif de hip-hop français, originaire de la banlieue parisienne. Composé de plusieurs groupes — Explicit Samouraï, OFX et Simple Spirit — il est l'un des premiers groupes dans l'histoire du rap français à produire des morceaux touchant à des univers musicaux aussi variés que la bossa nova, le reggae ou le zouk dont ils sont empreints, et à connaître une carrière aussi fulgurante sur la scène européenne et internationale (en featuring avec Daddy Mory, Busta Rhymes, RZA, Ky-Mani Marley, Ayọ…). Ils se démarquent vite du reste de la scène hip-hop grâce à leur originalité et leur richesse stylistique. Le groupe contribue à la popularisation du beatboxing auprès du grand public grâce à Sly the Mic Buddah et Leeroy.

## Biographie

### Formation et succès (1997–2004)
Le collectif se forme fin 1997 dans les studios de DJ Fun à Bondy à l'initiative de Féfé et Leeroy à la suite d'un coup de cœur artistique mutuel. Le nom du collectif est choisi en référence aux supers Saïyens, personnages du shōnen manga Dragon Ball d'Akira Toriyama car le collectif compte sept membres comme les sept boules de cristal du manga, qui lorsqu'ils sont réunis libèrent une force musicale hors du commun. Il regroupe initialement deux groupes préexistants originaires de la banlieue parisienne: OFX (Féfé, Vicelow, KLR), Explicit Samouraï (Leeroy, Specta) auxquels s'ajoutent Sir Samuël et Sly Johnson qui sont des connaissances de Leeroy, et qui pour ne pas être en reste fondent leur propre duo éphémère au sein du collectif : Simple Spirit (qui ne dure que le temps du premier EP). Chaque membre amène une couleur musicale différente : rap technique (Féfé, Vicelow, Leeroy), rap conscient (Specta), reggae/ragga (Samuël, Leeroy), beatboxing (Sly, Leeroy), soul (Sly). Leur carrière débute réellement en 1998 avec un premier maxi cinq titres auto-produit, Saïan Supa Land, tiré à 1 000 exemplaires. Grâce à ce dernier, le groupe se met à démarcher les maisons de disques. Le 12 avril 1998, KLR meurt dans un accident de voiture. Malgré cet évènement, ils finissent par décrocher un contrat avec le label Source, division du groupe Virgin Records. Un maxi éponyme sort ainsi en mai 1999. Ils commencent à se faire un nom dans le milieu du rap par le bouche-à-oreille, notamment grâce à des prestations scéniques très énergiques.
Le premier album du groupe, intitulé KLR, en hommage au membre homonyme disparu, est publié en octobre 1999. Il devient un succès notamment grâce à Angela, l'un des tubes de l'été de l'année 2000, aux paroles très crues, la langue créole permettant à ceux qui ne parlent pas créole de ne pas comprendre les paroles grivoises. Le clip montre les membres du Saïan Supa Crew en médecins qui donnent un cours d'éducation sexuelle à la population dans une case aux Antilles. Angela arrive soudainement pour s'asseoir et assister aux cours, les médecins deviennent fous, tentent de s'approcher d'Angela et s'imaginent en train de la séduire. L'album contient diverses influences incluant ragga (Ragots et Raz de marée), reggae (Que dit-on?), zouk, soul et des samples de Burt Bacharach et Vladimir Cosma,. Il s'écoule à plus de 300 000 exemplaires, et atteint la 8e place des classements français pendant une semaine. Avec ce premier album, le Saïan Supa Crew est comparé au Wu-Tang Clan à ses débuts.
En 2001, le collectif est invité dans le film L'attaque du camion de glace incarnant leur propre rôle dans une ambiance de rap français assez freestyle. Ils participent également à la bande originale des films Adieu Babylone et La Squale.
Leur deuxième album, X Raisons, est couronné en 2002 d'une Victoire de la musique dans la catégorie « meilleur album rap/groove »,. Leurs deux autres albums sont également nommés l'année respective de leur sortie sans remporter le prix. En septembre 2002, le groupe participe au concert Urban Peace au Stade de France, le plus grand concert de rap jamais organisé en Europe. Mais, par suite de problèmes techniques sur scène, ils n'apparaissent pas sur le double album sorti à cette occasion. Pendant cette période également, Specta se met provisoirement en retrait forcé puisqu'il est incarcéré pour des faits de violence.
En janvier 2003, Specta quitte le collectif à cause de divergences artistiques et se focalise sur différents projets avec Explicit Samouraï. Le collectif décide de faire une pause et se consacre à des projets séparés (voir la partie Hors collectif) avant de se reformer pour un nouvel album en 2005.

### Dernier album et séparation (2005–2007)
Le dernier album du collectif, Hold Up, est publié le 31 octobre 2005. Le premier extrait de l'album, Jacko, est publié aux Antilles. Sur cet album, le groupe convie trois invités : le chanteur allemand Patrice sur le morceau 96 degreez, la chanteuse Camille sur le morceau Si j'avais su et enfin Will.i.am des Black Eyed Peas sur le morceau La patte (clip réalisé par J.G Biggs[réf. nécessaire]). Cet album marche beaucoup moins bien que les précédents et des mésententes commencent à se faire sentir. Après la fin de leur contrat de 3 albums, ils ne parviennent pas à se mettre d'accord sur la suite à donner et en janvier 2007, Leeroy quitte le collectif. Les quatre membres restants travaillent sur de nouveaux titres pendant quelques mois jusqu'à ce que Féfé parte à son tour. A ce moment-là, le collectif se dissout définitivement. Il réapparait néanmoins sur la bande originale de Taxi 4, une compilation de rap et de R'n'B.

### Réunions (2016-2025)
Le 14 avril 2013, Vicelow dévoile un morceau inédit du groupe enregistré en 2007 intitulé Prends la pause juste avant la séparation.
En 2016, Vicelow, Sir Samuël et Specta participent à plusieurs concerts au Chili, en Colombie, en Argentine et en Suisse reprenant les succès du collectif.
En 2024, Vicelow, Sir Samuël, Specta et Sly Johnson forment le Saïan Supa Celebration à l'occasion des 25 ans de la sortie de l'album KLR. Ils sortent un nouvel inédit, 1 fois 2 trop, puis se produisent sur scène en novembre 2024 en reprenant les succès du collectif. D'autres inédits sont annoncés pour 2025. Féfé et Leeroy ne font pas partie de ce projet en raison de clivages persistants entre anciens membres.

### Hors collectif
En dehors du collectif, les membres continuent de produire avec leur groupes respectifs : en février 2004, OFX sort l'album Roots. Il est suivi par celui d'Explicit Samouraï R.A.P. en janvier 2005 puis par le solo de Sir Samuël, Vizé pli ô, en avril 2005. S’enchaînent ensuite : Bollywood Trip de Leeroy en 2006, Viens d'OFX en 2006, Blue tape de Vicelow en 2008, Jeune à la retraite de Féfé en 2009 et 2010, 2e coup de massue de Leeroy en 2009, Coup de massue volume 3 de Leeroy en 2009.
Sly Johnson apparaît à deux reprises sur l'album d'Oxmo Puccino L'Arme de paix en 2009 puis il sort son premier album sous les couleurs de son groupe The 74ers, inspiré de sa date de naissance.
En avril 2011, c'est la sortie de Mental Offishall, single signé Sir Samüel (feat. Féfé), qui reprend des lyrics d'un de ses précédents titres. Ce single annonce la sortie d'un prochain album et la reprise de la scène dès novembre 2011. Entretemps, paraît le premier album solo de Specta. Vicelow sort successivement son single Welcome to the BT2 et l'album Blue Tape 2 (avril 2012). En 2013, Vicelow du Saïan Supa Crew s'en prend à la reprise de la chanson Angela dans la compilation Tropical Family.
En août 2019, Féfé et Leeroy sortent ensemble 365 Jours dont le style est similaire au Saïan Supa Crew.

## Influence musicale
Les thèmes abordés par le Saïan Supa Crew s'étendent du problème de la drogue (Que dit-on ?) jusqu'au racisme (La preuve par trois), en passant par les rapports intimes homme-femme (À demi nue), le suicide (Poison) ou encore la légitimation de la violence par la religion (Au nom de quoi). Au-delà du rap, le Saïan Supa Crew puise son inspiration dans le reggae, le raggamuffin, le zouk, la musique soul, le beatboxing ou bien encore le disco, à l'instar de leur reprise de Ring My Bell d'Anita Ward.

## Membres

### Anciens membres
- Leeroy Kesiah (Khalid Dehbi), membre d'Explicit Samouraï né en 1978 à Bagneux, quitte le collectif en janvier 2007
- Sly the Mic Buddah (Silvere Johnson), membre de Simple Spirit, né le 26 janvier 1974 à Montrouge
- Sir Samuël (Fabien Philetas), membre de Simple Spirit, né en 1977 à Sarcelles
- Feniksi ou Féfé (Samuël Adebiyi), membre d'OFX, né le 18 janvier 1976 à Noisy-le-Sec
- Vicelow (Cédric Bélise), membre d'OFX, né en 1978 à Bondy
- Specta (Gérard Nubul), membre d'Explicit Samouraï, né en 1975 à Bagneux, quitte le collectif en janvier 2003
- KLR, ex-membre d'OFX (Montfermeil), décédé le 12 avril 1998

### Membres supplémentaires
- DJ Kärve, champion de France DMC 2005, qui a rejoint le collectif en 2005 jusqu'à leur séparation
- DJ Fun
- DJ 3.14
- Alsoprodby
- DJ Eddy Kent, membre d'Explicit Samouraï

## Discographie

### Albums studio
- 1999 : KLR
- 2001 : X Raisons
- 2005 : Hold Up
- 2006 : Hold Up Tour - Live in Paris